# Colbitz
Colbitz ist eine Gemeinde im Landkreis Börde in Sachsen-Anhalt. Sie ist Mitglied der Verbandsgemeinde Elbe-Heide mit Sitz in der Gemeinde Rogätz.

## Geografie
Colbitz liegt im Flachland des nördlichen Sachsen-Anhalts, am südöstlichen Ende der Colbitz-Letzlinger Heide, und damit in einer Übergangsregion zwischen der Altmark und der Magdeburger Börde. Westlich des Ortes befindet sich der Colbitzer Lindenwald, der als größter geschlossene Lindenwald Europas gilt. Erwähnenswert ist, dass Colbitz damit am Rande der größten unbewohnten Fläche Deutschlands liegt. Im Osten schließt sich der Lindhorst-Ramstedter Forst an.
Zur Gemeinde gehören auch die Ortsteile Lindhorst (ca. 1 km südwestlich) und Ellersell (ca. 4 km nordöstlich). Als Wohnplätze der Gemeinde sind ausgewiesen:
| - Balzersiedlung - Chausseehaus - Heidberg | - Jacobsheim - Jägerstieg - Rabensol | - Schneiderdamm - Spitzenberg - Waldbad |

Colbitz grenzt an fast alle Nachbargemeinden der Verbandsgemeinde Elbe-Heide – Burgstall im Norden, Angern und Loitsche-Heinrichsberg im Osten sowie Westheide im Westen. Des Weiteren befinden sich in südlicher Richtung die Stadt Wolmirstedt sowie deren Ortsteil Mose und die Gemeinde Niedere Börde mit dem Ortsteil Samswegen. Die Kreisstadt Haldensleben befindet sich südwestlich in ca. 13 Kilometern Entfernung. Die nächstgelegene Großstadt ist die Landeshauptstadt Magdeburg in ca. 18 Kilometern Entfernung.

## Geschichte
Der slawische Ortsname (zu deutsch: Ort in den Wiesen) weist auf eine Ansiedlung bereits um 750–800 hin. Erstmals erwähnt wurde Colbitz im Jahre 1197, als Ludolf von Colbitz als Zeuge beim Landgericht zu Ebendorf auftrat. Territorial gehörte das Gebiet zur Grafschaft Billingshoch (auch: Billungshöhe) in der Nordmark, wo seit 1134 der Markgraf Albrecht der Bär aus dem Hause Askanien regierte. Durch dessen Ostkolonisation wurde die Nordmark zum Ausgangspunkt der Mark Brandenburg. Im 14. Jahrhundert bürgerte sich deshalb der Begriff Altmark ein.
1320, mit dem Tod des letzten askanischen Markgrafen, entbrannten Streitigkeiten über die Zugehörigkeit des Gebietes. 1336 verzichtete der Markgraf Ludwig der I. von Brandenburg auf die Region, womit diese Teil des Erzstiftes Magdeburg wurden. Aus dieser Zeit stammen weitere urkundliche Nachrichten über Colbitz. 
In den folgenden Jahrhunderten lag das Dorf somit in unmittelbarer Nähe der Grenze zur Altmark, die zur Mark Brandenburg gehörte. Diese Grenzlage verschwand erst 1680 infolge des Westfälischen Friedens wieder, als das Herzogtum Magdeburg in Brandenburg-Preußen eingegliedert wurde, und schließlich von 1701 bis 1806 Teil des Königreichs Preußen war. In der darauf folgenden „Franzosenzeit“, als Preußen viele westelbische Gebiete an das napoleonische Königreich Westphalen abtreten musste, gehörte Colbitz zum Kanton Wolmirstedt im Distrikt Neuhaldensleben.
1816 wurde die Gemeinde Colbitz wieder ein Teil Preußens. Verwaltungspolitisch gehörte man dem Landkreis Wolmirstedt in der preußischen Provinz Sachsen (ab 1944: Provinz Magdeburg) an. Wie die meisten Gebiete der Provinz wurde auch Colbitz am Ende des Zweiten Weltkriegs zunächst von US-Truppen besetzt, bevor im Juli 1945 die Übergabe an sowjetische Streitkräfte erfolgte. Die Schießanlagen im Lindenwald Colbitz, die in den 1930ern bereits von der Wehrmacht angelegt wurden, wurden nun von sowjetischen Streitkräften genutzt und bis 1980 zum Truppenübungsplatz Altmark ausgebaut.
Auch zu DDR-Zeiten – zunächst im neu gegründeten Land Sachsen-Anhalt (1947–1952), später im Bezirk Magdeburg (1952–1990) – lag Colbitz im Kreis Wolmirstedt, der nach der Wiedervereinigung zunächst beibehalten wurde, bevor er bei der ersten Kreisgebietsreform 1994 mit dem Landkreis Haldensleben zum Ohrekreis zusammengeschlossen wurde. Dieser ging am 1. Juli 2007 wiederum im Landkreis Börde auf. Zwischen 1994 und 2004 war Colbitz der Sitz der Verwaltungsgemeinschaft Südheide. Seit 1. Januar 2005 ist Colbitz Teil der Verbandsgemeinde Elbe-Heide (bis 1. Januar 2010: Verwaltungsgemeinschaft Elbe-Heide) mit Sitz in Rogätz.
Im Jahr 2009 erfolgten eine Bürgerbefragung und ein Bürgerbegehren über eine mögliche Ausgliederung des Ortsteils Lindhorst. Die Ausgliederung scheiterte letztlich aber bei einem Bürgerentscheid.

## Politik

### Gemeinderat
Die letzte Gemeinderatswahl fand im Rahmen der Kommunalwahlen am 26. Mai 2019 statt. Die Wahlbeteiligung lag bei 58,0 % und führte zu folgender Sitzverteilung:
| Partei/Liste                  | Prozent | Sitze |
| ----------------------------- | ------- | ----- |
| CDU                           | 26,5    | 4     |
| Freiwillige Feuerwehr Colbitz | 19,2    | 3     |
| Die Linke                     | 17,8    | 3     |
| Bürger für Lindhorst          | 14,0    | 2     |
| SPD                           | 3,6     | 1     |
| Bündnis 90/Die Grünen         | 5,6     | 1     |
| Einzelbewerber                | 11,5    | 2     |
| FDP                           | 1,8     | 0     |
| Gesamt                        | 100     | 16    |

Bei der Bürgermeisterwahl 2021 wurde Ralf Ganzer mit 54,8 % zum neuen Bürgermeister gewählt. Er folgt im Oktober 2021 auf Eckhard Liebrecht, der seit 2014 im Amt war.

### Wappen
Das Wappen wurde am 27. Oktober 1994 durch das Regierungspräsidium Magdeburg genehmigt.
Blasonierung: „In Rot drei silberne gestielte Lindenblätter, zusammengehalten durch eine silberne Spange; aus dem mittleren geraden Stiel rechts und links hervorwachsend ein silberner Stängel mit drei (1:2) runden Früchten.“
Die Gemeindefarben sind Silber (Weiß) – Rot.
Das Wappen ist für den Ortsteil Lindhorst ein redendes Wappen. Es bezieht sich auf den weitbekannten Lindenwald. Die Farben sind die des Erzbistums Magdeburg.

### Flagge
Die Flagge der Gemeinde Colbitz zeigt die Farben Silber (Weiß) – Rot mit aufgelegtem Gemeindewappen.

### Städtepartnerschaften
Partnerstadt von Colbitz ist seit 2003 Altdorf bei Nürnberg in Bayern.

## Kultur und Sehenswürdigkeiten

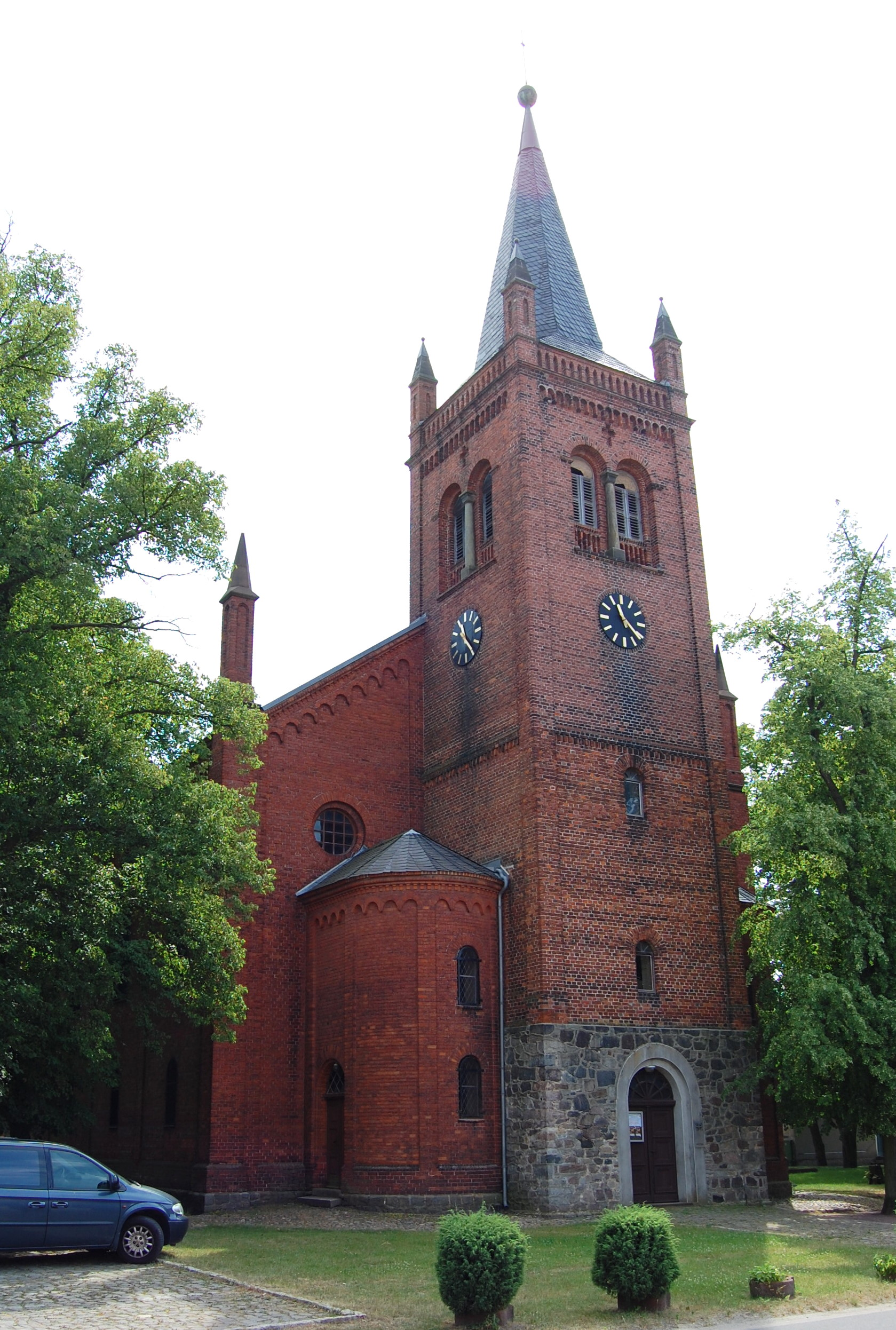
Sankt-Paulus-Kirche

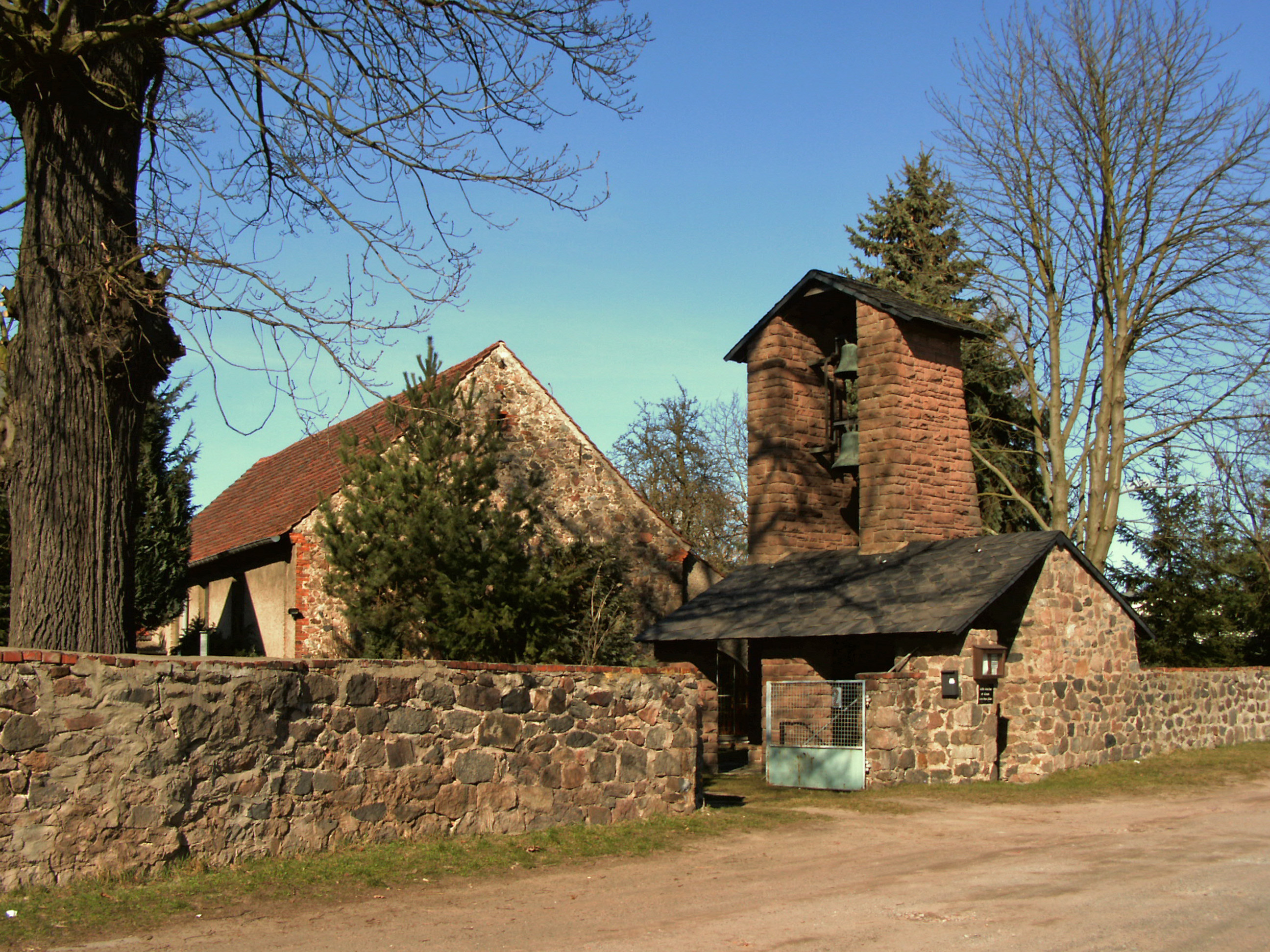
Katholische Kirche

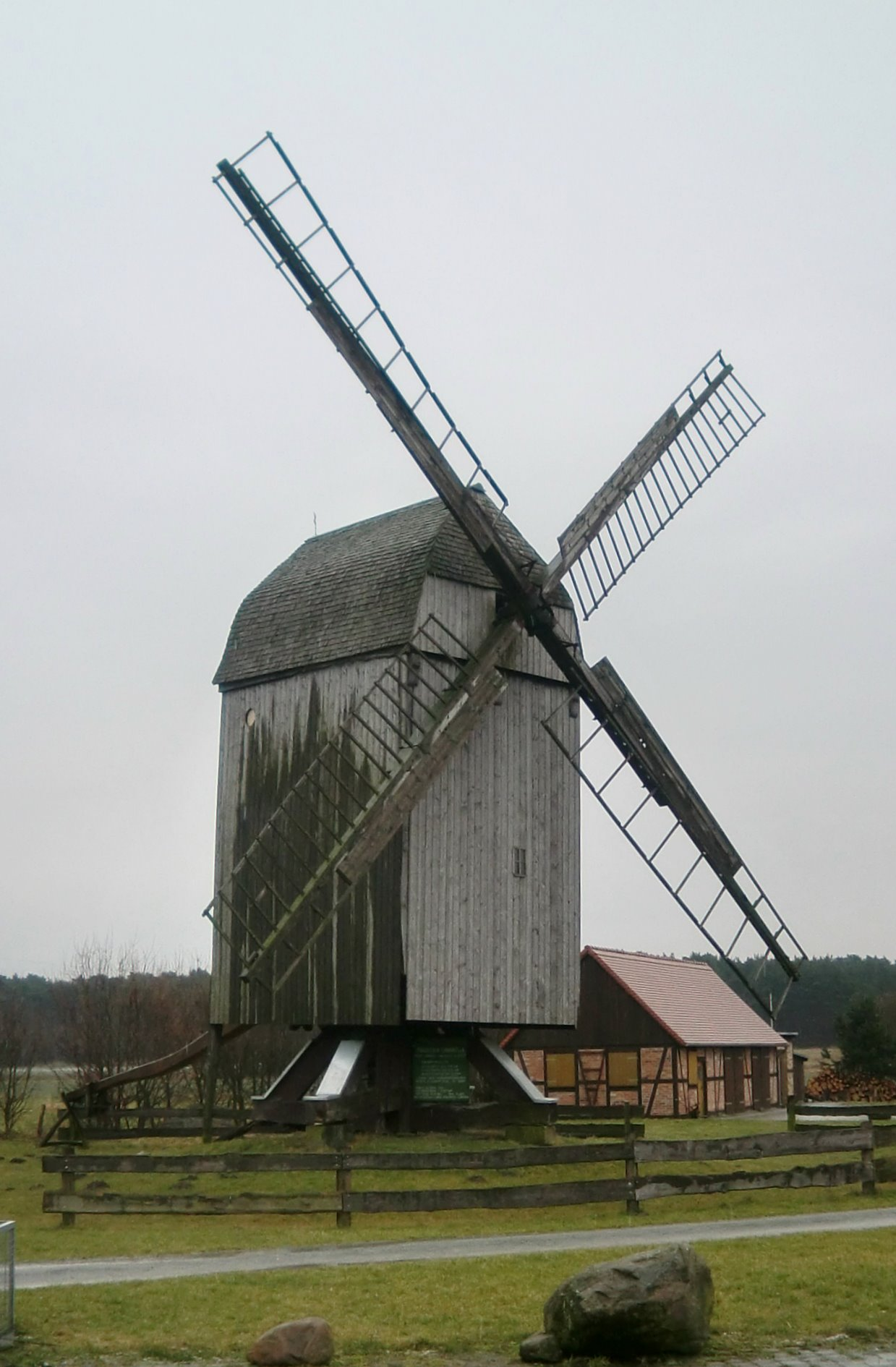
Bockwindmühle Colbitz/Lindhorst

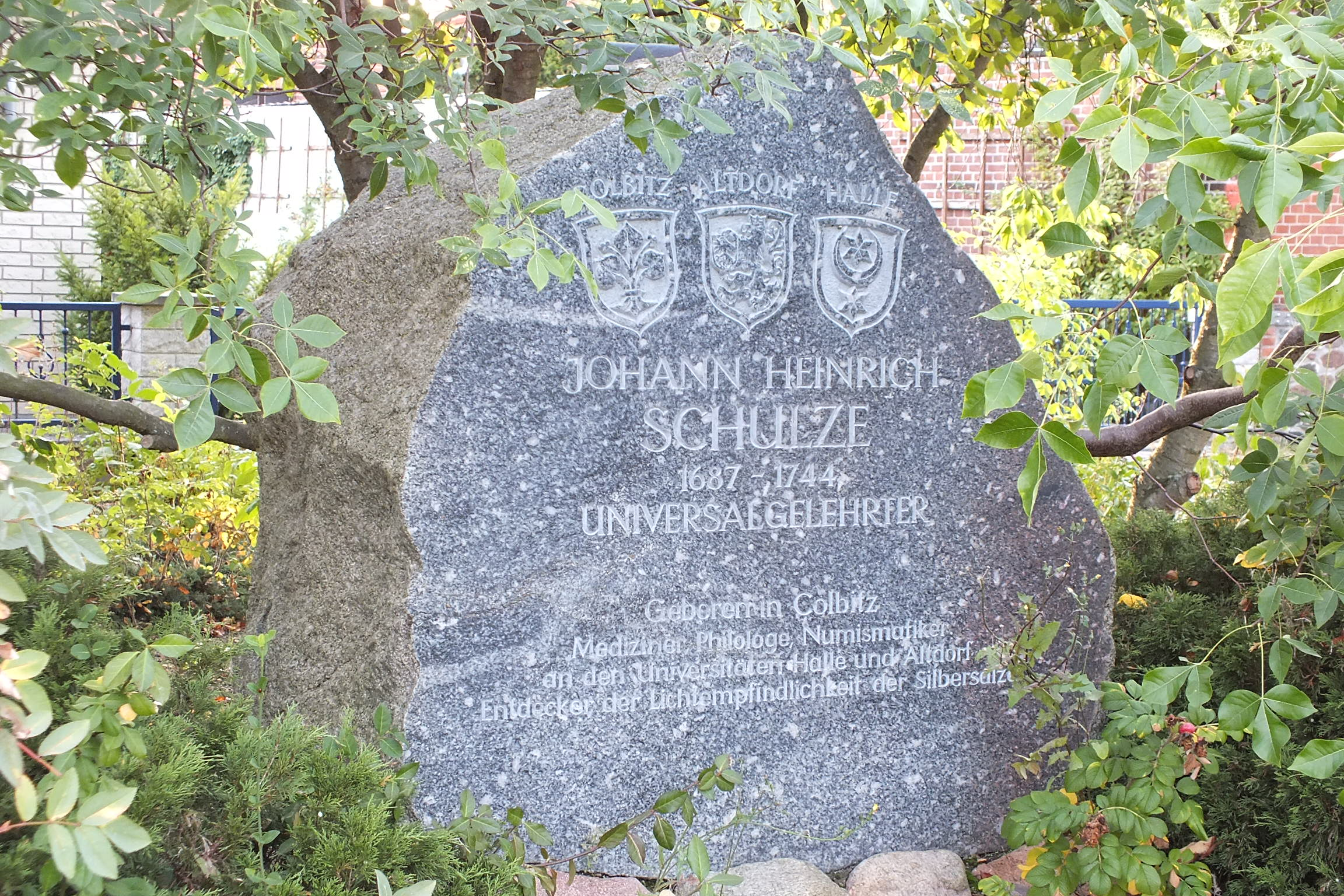
Gedenkstein für Johann Heinrich Schulze

In der Gemarkung von Colbitz befinden sich die Reste der Odenburg.
Die Kulturdenkmale der Gemeinde sind im örtlichen Denkmalverzeichnis eingetragen.
In Colbitz selbst befindet sich die 1869/70 errichtete evangelische Sankt-Paulus-Kirche. Ferner im Loitscher Weg die katholische Kirche St. Nikolaus von der Flüe, von 1959 bis 1962 aus einer ehemaligen Scheune erbaut und 1965 um einen Glockenturm ergänzt, die jedoch heute nur noch selten für Gottesdienste genutzt wird. Die nächstgelegene katholische Kirche mit regelmäßigen Gottesdiensten befindet sich im etwa sieben Kilometer entfernten Wolmirstedt.
An der Ortstraße 10 ist ein Museumshof über das frühere Leben auf dem Bauernhof zu finden. Unweit des Museums befindet sich zudem die Bockwindmühle Lindhorst. Diese wurde ca. 1861 erbaut, verfiel zu DDR-Zeiten aber zunehmend. Restauriert wurde die Mühle nach der Wende durch den Verein zur Erhaltung der Bockwindmühle Lindhorst e. V.
Große Bedeutung besitzt das Wasserwerk Colbitz der Trinkwasserversorgung Magdeburg GmbH (TWM) am Rande des Lindenwalds. Es wurde 1932 durch den damaligen Magdeburger Bürgermeister Ernst Reuter eingeweiht und nimmt seit jeher eine zentrale Rolle im regionalen Verbundsystem ein. Überregionale Bekanntheit hat das Colbitzer Wasserwerk durch das hier lebende Nilkrokodil Theophila erlangt. Das Krokodil kam 1974 als Geschenk der Stadt Kayes (Mali) für den Aufbau eines Wasserwerks nach Magdeburg. Aus Platzgründen zog es von Magdeburg ins Wasserwerk Colbitz.

## Regelmäßige Veranstaltungen
Seit den 1970ern findet Jedes Jahr am ersten vollständigen Wochenende im September das Colbitzer Heidefest statt. Ein Höhepunkt der Feierlichkeiten ist der sogenannte Bockbieranstich durch den Bürgermeister. Seit 1996 wird im Rahmen des Heidefestes zudem auch die Heidekönigin der Colbitz-Letzlinger Heide gekrönt.

## Wirtschaft und Infrastruktur

### Verkehr
Colbitz liegt an der Bundesstraße 189 (Magdeburg–Stendal), etwa sieben Kilometer nördlich von Wolmirstedt, 18 km östlich der Kreisstadt Haldensleben und 18 km nördlich der Landeshauptstadt Magdeburg. Busverbindungen bestehen nach Wolmirstedt und Cröchern. Seit der Stilllegung der Kleinbahn Wolmirstedt–Colbitz im Jahr 1965 hat Colbitz keinen direkten Anschluss am Bahnnetz mehr. Die nächstgelegenen Bahnhöfe befinden sich in den Nachbargemeinden Zielitz und Wolmirstedt, die Anschluss an die S1 der S-Bahn Mittelelbe sowie – in Wolmirstedt – an den Regionalexpress RE20 bieten.
Im Zuge der Nordverlängerung der Bundesautobahn 14 von Magdeburg bis Schwerin bekam Colbitz einen Autobahnanschluss. Östlich der Ortschaft wurde am 29. Oktober 2014 das erste ca. 10 Kilometer lange Teilstück zwischen der Abfahrt Colbitz an der Kreisstraße 1174n und der Abfahrt Wolmirstedt an der B189 für den Verkehr freigegeben. Im September 2020 erfolgte die Verlängerung bis Dolle.

### Ansässige Unternehmen
- Colbitzer Heide-Brauerei

Nördlich der Gemeinde befindet sich ein Industrie- und Gewerbegebiet, in dem einige der Unternehmen ansässig sind.

## Persönlichkeiten
- Johann Heinrich Schulze (1687–1744), entdeckte die Lichtempfindlichkeit der Silbersalze
- Otto von Mülmann (1813–1868), preußischer Beamter und Autor
- Franz Becker (1824–1896), Förster
- Friedrich Schulze (1843–1912), Architekt im preußischen Staatsdienst
- Emil Braemer (1860–1939), Jurist und Mitglied des Preußischen Herrenhauses
- Fritz Jaenecke (1903–1978), deutsch-schwedischer Architekt
- Nanette Lehmann (1920–1999), Künstlerin
- Rosemarie Kaufmann-Heinze (1948–1998), Grafikerin, Illustratorin und Performancekünstlerin; in Colbitz geboren
- Helmut Strumpf (* 1951), Ringer
- Philip Wiegratz (* 1993) (Lindhorst), Schauspieler